# Bộ trưởng Nội vụ Hoa Kỳ
Bộ trưởng Nội vụ Hoa Kỳ (tiếng Anh: United States Secretary of the Interior) là người đứng đầu Bộ Nội vụ Hoa Kỳ.
Không nên nhầm lẫn Bộ Nội vụ Hoa Kỳ với khái niệm về bộ nội vụ tại các quốc gia khác (bộ nội vụ ở các quốc gia khác tương đương trước hết là với Bộ Nội an Hoa Kỳ và thứ đến là Bộ Tư pháp Hoa Kỳ), bộ này tương đương với các bộ về tài nguyên và môi trường.
Bộ Nội vụ Hoa Kỳ trông coi các cơ quan như Cục Quản lý Đất đai Hoa Kỳ, Cục Khảo sát Địa chất Hoa Kỳ, và Sở Công viên Quốc gia Hoa Kỳ. Bộ trưởng Nội vụ Hoa Kỳ cũng phục vụ trong ban đặt trách Quỹ Công viên Quốc gia Hoa Kỳ và cũng là người bổ nhiệm các cá nhân công dân vào ban đặc trách này. Bộ trưởng là thành viên trong nội các của Tổng thống Hoa Kỳ.
Vì các chính sách và hoạt động của Bộ Nội vụ và nhiều cơ quan của nó có một tầm ảnh hưởng lớn tại miền Tây Hoa Kỳ, nên Bộ trưởng Nội vụ Hoa Kỳ thường là người đến từ một tiểu bang miền Tây; chỉ có một trong số các cá nhân giữ chức vụ này từ năm 1949 là người không phải đến từ một tiểu bang nằm ở phía tây sông Mississippi. Bộ trưởng Nội vụ Hoa Kỳ là người đứng vị trí thứ 8 kế vị Tổng thống Hoa Kỳ.
Đương kim Bộ trưởng Nội vụ của chính phủ Donald Trump là Doug Burgum từ tiểu bang North Dakota.

## Danh sách các Bộ trưởng Nội vụ Hoa Kỳ
| Thứ tự | Hình | Tên                             | Quê nhà      | Nhậm chức            | Rời chức             | Phục vụ dưới thời tổng thống         |
| ------ | ---- | ------------------------------- | ------------ | -------------------- | -------------------- | ------------------------------------ |
| 1      |      | Thomas Ewing                    | Ohio         | 8 tháng 3 năm 1849   | 22 tháng 7 năm 1850  | Zachary Taylor, Millard Fillmore     |
| 2      |      | Thomas McKean Thompson McKennan | Pennsylvania | 15 tháng 8 năm 1850  | 26 tháng 8 năm 1850  | Millard Fillmore                     |
| 3      |      | Alexander Hugh Holmes Stuart    | Virginia     | 14 tháng 9 năm 1850  | 7 tháng 3 năm 1853   | Millard Fillmore                     |
| 4      |      | Robert McClelland               | Michigan     | 8 tháng 3 năm 1853   | 9 tháng 3 năm 1857   | Franklin Pierce                      |
| 5      |      | Jacob Thompson                  | Mississippi  | 10 tháng 3 năm 1857  | 8 tháng 1, 1861      | James Buchanan                       |
| 6      |      | Caleb Blood Smith               | Indiana      | 5 tháng 3 năm 1861   | 31 tháng 12 năm 1862 | Abraham Lincoln                      |
| 7      |      | John Palmer Usher               | Indiana      | 1 tháng 1, 1863      | 15 tháng 5 năm 1865  | Abraham Lincoln, Andrew Johnson      |
| 8      |      | James Harlan                    | Iowa         | 16 tháng 5 năm 1865  | 31 tháng 8 năm 1866  | Andrew Johnson                       |
| 9      |      | Orville Hickman Browning        | Illinois     | 1 tháng 9 năm 1866   | 4 tháng 3 năm 1869   | Andrew Johnson                       |
| 10     |      | Jacob Dolson Cox                | Ohio         | 5 tháng 3 năm 1869   | 31 tháng 10 năm 1870 | Ulysses Grant                        |
| 11     |      | Columbus Delano                 | Ohio         | 1 tháng 11 năm 1870  | 30 tháng 9 năm 1875  | Ulysses Grant                        |
| 12     |      | Zachariah Chandler              | Michigan     | 19 tháng 10 năm 1875 | 11 tháng 3 năm 1877  | Ulysses Grant                        |
| 13     |      | Carl Schurz                     | Missouri     | 12 tháng 3 năm 1877  | 7 tháng 3 năm 1881   | Rutherford Hayes                     |
| 14     |      | Samuel J. Kirkwood              | Iowa         | 8 tháng 3 năm 1881   | 17 tháng 3 năm 1882  | James Garfield, Chester Arthur       |
| 15     |      | Henry Moore Teller              | Colorado     | 18 tháng 4 năm 1882  | 3 tháng 3 năm 1885   | Chester Arthur                       |
| 16     |      | Lucius Q.C. Lamar               | Mississippi  | 6 tháng 3 năm 1885   | 10 tháng 1, 1888     | Grover Cleveland                     |
| 17     |      | William Freeman Vilas           | Wisconsin    | 16 tháng 1, 1888     | 6 tháng 3 năm 1889   | Grover Cleveland                     |
| 18     |      | John Willock Noble              | Missouri     | 7 tháng 3 năm 1889   | 6 tháng 3 năm 1893   | Benjamin Harrison                    |
| 19     |      | M. Hoke Smith                   | Georgia      | 6 tháng 3 năm 1893   | 1 tháng 9 năm 1896   | Grover Cleveland                     |
| 20     |      | David Rowland Francis           | Missouri     | 3 tháng 9 năm 1896   | 5 tháng 3 năm 1897   | Grover Cleveland                     |
| 21     |      | Cornelius Newton Bliss          | New York     | 6 tháng 3 năm 1897   | 19 tháng 2 năm 1899  | William McKinley                     |
| 22     |      | Ethan Allen Hitchcock           | Missouri     | 20 tháng 2 năm 1899  | 4 tháng 3 năm 1907   | William McKinley, Theodore Roosevelt |
| 23     |      | James Rudolph Garfield          | Ohio         | 5 tháng 3 năm 1907   | 5 tháng 3 năm 1909   | Theodore Roosevelt, William Taft     |
| 24     |      | Richard Achilles Ballinger      | Washington   | 6 tháng 3 năm 1909   | 12 tháng 3 năm 1911  | William Taft                         |
| 25     |      | Walter Lowrie Fisher            | Illinois     | 13 tháng 3 năm 1911  | 5 tháng 3 năm 1913   | William Taft                         |
| 26     |      | Franklin Knight Lane            | California   | 6 tháng 3 năm 1913   | 29 tháng 2 năm 1920  | Woodrow Wilson                       |
| 27     |      | John Barton Payne               | Illinois     | 15 tháng 3 năm 1920  | 4 tháng 3 năm 1921   | Woodrow Wilson                       |
| 28     |      | Albert Bacon Fall               | New Mexico   | 5 tháng 3 năm 1921   | 4 tháng 3 năm 1923   | Warren Harding                       |
| 29     |      | Hubert Work                     | Colorado     | 5 tháng 3 năm 1923   | 24 tháng 7 năm 1928  | Warren Harding, Calvin Coolidge      |
| 30     |      | Roy Owen West                   | Illinois     | 25 tháng 7 năm 1928  | 4 tháng 3 năm 1929   | Calvin Coolidge                      |
| 31     |      | Ray Lyman Wilbur                | California   | 5 tháng 3 năm 1929   | 4 tháng 3 năm 1933   | Herbert Hoover                       |
| 32     |      | Harold LeClair Ickes            | Illinois     | 4 tháng 3 năm 1933   | 15 tháng 2 năm 1946  | Franklin Roosevelt, Harry Truman     |
| 33     |      | Julius Albert Krug              | Wisconsin    | 18 tháng 3 năm 1946  | 1 tháng 12 năm 1949  | Harry Truman                         |
| 34     |      | Oscar Littleton Chapman         | Colorado     | 1 tháng 12 năm 1949  | 20 tháng 1 năm 1953  | Harry Truman                         |
| 35     |      | Douglas McKay                   | Oregon       | 21 tháng 1 năm 1953  | 15 tháng 4 năm 1956  | Dwight Eisenhower                    |
| 36     |      | Fred Andrew Seaton              | Nebraska     | 8 tháng 6 năm 1956   | 20 tháng 1 năm 1961  | Dwight Eisenhower                    |
| 37     |      | Stewart Lee Udall               | Arizona      | 21 tháng 1 năm 1961  | 20 tháng 1 năm 1969  | John Kennedy, Lyndon Johnson         |
| 38     |      | Walter J. Hickel                | Alaska       | 24 tháng 1 năm 1969  | 25 tháng 11 năm 1970 | Richard Nixon                        |
| 39     |      | Rogers Clark Ballard Morton     | Maryland     | 29 tháng 1 năm 1971  | 30 tháng 4 năm 1975  | Richard Nixon, Gerald Ford           |
| 40     |      | Stanley K. Hathaway             | Wyoming      | 12 tháng 6 năm 1975  | 9 tháng 10 năm 1975  | Gerald Ford                          |
| 41     |      | Thomas S. Kleppe                | Bắc Dakota   | 17 tháng 10 năm 1975 | 20 tháng 1 năm 1977  | Gerald Ford                          |
| 42     |      | Cecil D. Andrus                 | Idaho        | 23 tháng 1 năm 1977  | 20 tháng 1 năm 1981  | Jimmy Carter                         |
| 43     |      | James G. Watt                   | Colorado     | 23 tháng 1 năm 1981  | 8 tháng 11 năm 1983  | Ronald Reagan                        |
| 44     |      | William Patrick Clark           | California   | 18 tháng 11 năm 1983 | 7 tháng 2 năm 1985   | Ronald Reagan                        |
| 45     |      | Donald Paul Hodel               | Oregon       | 8 tháng 2 năm 1985   | 20 tháng 1 năm 1989  | Ronald Reagan                        |
| 46     |      | Manuel Lujan, Jr.               | New Mexico   | 3 tháng 2 năm 1989   | 20 tháng 1 năm 1993  | George H. W. Bush                    |
| 47     |      | Bruce Babbitt                   | Arizona      | 22 tháng 1 năm 1993  | 2 tháng 1 năm 2001   | Bill Clinton                         |
| 48     |      | Gale Ann Norton                 | Colorado     | 31 tháng 1 năm 2001  | 31 tháng 3 năm 2006  | George W. Bush                       |
| 49     |      | Dirk Kempthorne                 | Idaho        | 29 tháng 5 năm 2006  | 20 tháng 1 năm 2009  | George W. Bush                       |
| 50     |      | Ken Salazar                     | Colorado     | 20 tháng 1 năm 2009  | 12 tháng 4 năm 2013  | Barack Obama                         |
| 51     |      | Sally Jewell                    | Washington   | 12 tháng 4 năm 2013  | 20 tháng 1 năm 2017  | Barack Obama                         |
| 52     |      | Ryan Zinke                      | Montana      | 1 tháng 3 năm 2017   | 2 tháng 1 năm 2019   | Donald Trump                         |
| 53     |      | David Bernhardt                 | Virginia     | 11 tháng 4 năm 2019  | 20 tháng 1 năm 2021  | Donald Trump                         |
| 54     |      | Deb Haaland                     | New Mexico   | 16 tháng 3 năm 2021  | 20 tháng 1 năm 2025  | Joe Biden                            |
| 55     |      | Doug Burgum                     | North Dakota | 1 tháng 2 năm 2025   | Đương nhiệm          | Donald Trump                         |